# Pelter-Gletscher
Der Pelter-Gletscher ist ein rund 8 km langer Gletscher auf der Thurston-Insel vor der Eights-Küste des westantarktischen Ellsworthlands. Er fließt auf der Ostseite der Noville-Halbinsel in den westlichen Abschnitt des Murphy Inlet.
Seine Position wurde anhand von Luftaufnahmen der Flugstaffel VX-6 der United States Navy vom Januar 1960 ermittelt. Das Advisory Committee on Antarctic Names benannte ihn im selben Jahr nach Joseph Arnold Pelter (1908–1969), Luftbildfotograf bei der zweiten Antarktisexpedition (1933–1935) des US-amerikanischen Polarforschers Richard Evelyn Byrd.